# Stožec
Stožec (deutsch Tusset) ist eine Gemeinde in Tschechien. Sie liegt im Tal der Kalten Moldau (Studená Vltava), am Zusammenfluss mit der Warmen Moldau (Teplá Vltava), der beiden Quellflüsse der Moldau im Böhmerwald. Zum 5 km südwestlich gelegenen bayerischen Nachbarort Haidmühle besteht bei der aufgelassenen Ortschaft Nové Údolí ein Grenzübergang für Wanderer und Radfahrer. Hier besteht ebenso Umsteigemöglichkeiten von tschechischen Zügen zu deutschen Bussen.

## Geographie

### Gemeindegliederung

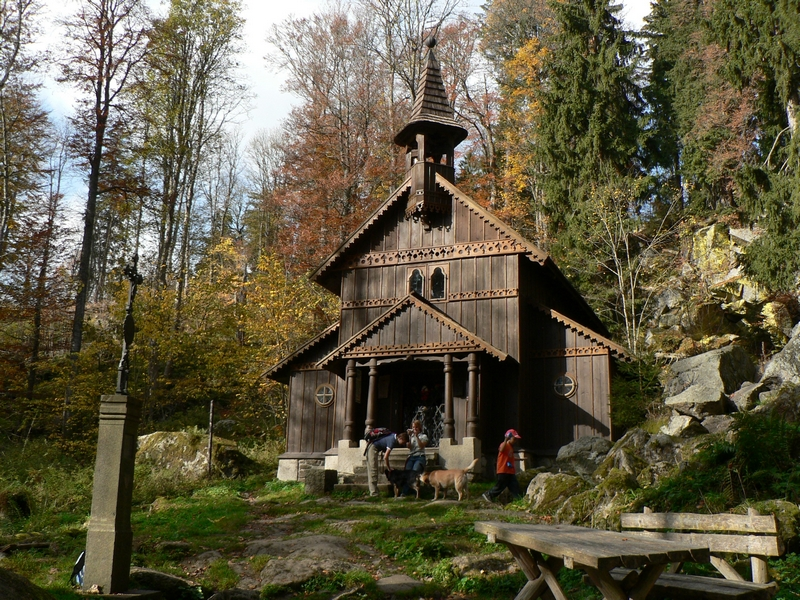
Tussetkapelle

Die Gemeinde Stožec besteht aus den Ortsteilen České Žleby (Böhmisch Röhren), Dobrá (Guthausen) und Stožec (Tusset). Grundsiedlungseinheiten sind Černý Kříž (Schwarzes Kreuz), České Žleby, Dobrá, Horní Cazov (Oberzassau), Nové Údolí (Neuthal), Radvanovice (Schillerberg), Smolný Pec  und Stožec. Auf dem Gemeindegebiet liegen die Wüstungen Brod (Grasfurth), Kamenná Hlava  (Steinköpfelhäuser), Krásná Hora (Schönberg), Na Spálenci (Brand), Smolná Pec (Pechofen) und U Mlýnů  (Mühlau).
Das Gemeindegebiet gliedert sich in die Katastralbezirke České Žleby, Horní Cazov, Radvanovice und Stožec.

### Nachbargemeinden
| Strážný                                | Lenora                                      | Volary                    |
| Haidmühle (D)                          | Kompassrose, die auf Nachbargemeinden zeigt | Nová Pec (Ortsteil Pěkná) |
| Frauenberger und Duschlberger Wald (D) | Nová Pec                                    | Želnava                   |

## Geschichte
Tusset entstand 1769 als Holzfällersiedlung im Böhmerwald. Zuvor wurden bereits seit dem 16. Jahrhundert Sägemühlen, wie Bienerts Säge, im Tal der Kalten Moldau betrieben. 1945/46 wurden die meisten deutschsprachigen Bewohner infolge der Beneš-Dekrete vertrieben.

## Infrastruktur
1910 erhielt der Ort mit der Inbetriebnahme der Bahnstrecke Prachatice–Tusset und weiter nach Passau Anschluss an das Eisenbahnnetz. Nach dem Zweiten Weltkrieg wurde der Bahnbetrieb auf deutscher Seite eingestellt. Heute endet die Eisenbahnstrecke direkt an der Grenze bei Nové Údolí/Haidmühle.
Neben Nahverkehrszügen verkehrte in den Sommermonaten bis 2017 ein durchgängiges Schnellzugpaar zwischen Nove Udoli über Budweis nach Prag. Diese Züge benötigten ca. 5½ Stunden für die Strecke zwischen der Hauptstadt und dem Böhmerwald. Durch die Übernahme der Bahnstrecken im Böhmerwald durch das Unternehmen GW Train Regio verkehren die Züge nun zwischen Nové Údolí und Budweis. Die Fahrtzeit in die Regionalhauptstadt beträgt ca. 2½ Stunden. Bis in die Hauptstadt ist man, mit einmal umsteigen ca. 4¼ Stunden mit dem Zug unterwegs.

## Natur
Stožec liegt im Nationalpark Šumava. Die Landschaft zeichnet sich durch eine besondere Artenvielfalt aus. Besondere Bedeutung erlangte das Gebiet um Stožec bei der Wiederansiedelung von Luchs und Habichtskauz. Heute gibt es in Stožec ein Informationszentrum des Nationalparks mit Ausstellungen zur Natur des Böhmerwaldes sowie zur regionalen Geologie.

## Sehenswürdigkeiten

### Museen
- Eisenbahnmuseum am Bahnhof Nové Údolí und Museumsbahn Pošumavská jižní dráha.

### Bauwerke
- Tussetkapelle (Stožecká kaple), hölzerne Marien-Wallfahrtskapelle am Hang des 1065 m hohen Stožec (Tussetberg), 1791 vom Wallerner Schmied Jakob Klauser an der Stelle eines kleineren Vorgängerbaues errichtet, 1988 restauriert, 1990 durch den Budweiser Bischof Miloslav Vlk neu geweiht, ein exakter Nachbau steht seit 1985 im bayerischen Philippsreut.
- Burgruine (13. Jahrhundert) auf dem Stožec

## Persönlichkeiten
Rosa Tahedl (1917–2006), Lehrerin und Heimatschriftstellerin
Karl Schefczik (1901–1968), Heimatforscher im Chiemgau, Oberbayern